# Ernesto José Vidal
|  | «Ernesto Vidal» redirigeix aquí. Vegeu-ne altres significats a «Ernest Vidal i Martínez». |

Ernesto José Vidal, nat Ernesto Servolo Vidal, (Buje, Itàlia -actual Croàcia-, 15 de novembre de 1921 - Córdoba, Argentina, 20 de febrer de 1974) fou un futbolista italo-uruguaià de la dècada de 1950.

## Trajectòria
De petit emigrà a Amèrica, on es canvià el seu segon nom pel de José. Jugà a Rosario Central, i a continuació al Peñarol on debutà l'any 1944, club on passà la major part de la seva carrera. Durant els anys 1950 marxà a Itàlia on jugà per la Fiorentina i el Pro Patria. El seu darrer club fou Nacional. Jugà amb la selecció de l'Uruguai, formant part de la selecció campiona del Mundial de 1950.

## Palmarès
Rosario Central
- Primera B Argentina:
  - 1942

Peñarol
- Campionat uruguaià de futbol:
  - 1944, 1945, 1949, 1951, 1953
- Torneo de Honor:
  - 1945, 1947, 1949, 1950, 1951, 1952
- Torneo Competencia:
  - 1946, 1947, 1949, 1951

Uruguai
- Copa del Món de Futbol:
  - 1950